# Dmitrij Stratan
Dmitrij Ivanovič Stratan (in russo Дмитрий Иванович Стратан?, in ucraino Дмитро Іванович Стратан?, Dmytro Ivanovyč Stratan; Leopoli, 24 gennaio 1975) è un allenatore di pallanuoto ed ex pallanuotista ucraino naturalizzato russo, vincitore di una medaglia d'argento alle olimpiadi di Sydney 2000 e di una medaglia di bronzo ad Atene 2004.